# 生藤山
生藤山（しょうとうさん）は、笹尾根にある標高990.3mの山。山体は東京都西多摩郡檜原村と神奈川県相模原市緑区にまたがり、山頂部は東京都側に位置する。奥多摩山域の南端。神奈川県の最北端。神奈川県立陣馬相模湖自然公園。藤野町十五名山。

## 概要
- 昔は国境の木は伐らないルールがあり、生藤山は二国国境のため「切り止め山」と呼び、これが「きっと山」「生藤山」となり、「しょうとうさん」と呼ぶようになったといわれている。新編相模国風土記稿に字生藤山とあり、生藤山という字名は連行峰のあたりまで含まれるとされる[3]。南東にある高津座峯山に天磐楯を埋めて東国の鎮としたという[4]。
- 生藤山は高尾山から熊倉山、大羽根山を経て奥多摩の三頭山まで全行程40kmを超え、標高差の大きい都県境界を行く笹尾根縦走路に所在する。別称は「関東ふれあいの道 富士見のみち」。
- 東京都の奥多摩山域の代表的な山の一つで、多摩百山に選ばれている。

## 富士見の道
高尾駅から〈美32〉系統「陣馬高原下」行バス（西東京バス恩方営業所が運行）。終点の陣馬高原下バス停下車。
- 和田峠 - 醍醐丸 - 連行峰 - 生藤山(三国山) - 熊倉山 - 浅間峠 - 上川乗バス停[6]。距離14.7km、所要時間5時間35分[7]。

## 頂上
生藤山を巻き道をせず痩せた岩場の登ると山頂である。やや狭いもののベンチがあり、西側に富士山、東側に陣馬山を望め、春にはミツバツツジも楽しめる。山頂まで続く「生藤山 桜のプロムナード」は、シーズン中は人で一杯になる。山頂から下りるときも、長い岩場が続く。頂上にはトイレや売店は無い。

## 隣接する山
- 三国山（960m）- 生藤山から200メートル。その名の通り、東京都（武蔵国）・神奈川県（相模国）・山梨県（甲斐国）の3国（1都2県）にまたがっている。
- 茅丸（1019m）- 生藤山から徒歩20分程度。巻き道がある[2]（藤野町最高峰） 別名は茅丸山。

## 周辺の山など
- 熊倉山（966m）より徒歩25分[10]
- 連行峰（1,016m）より徒歩40分[10]

## 登り方
- JR上野原駅下車。 富士急バス「井戸」行き[11]（富士急山梨バス）に乗車。
  - コース1 終点「井戸」バス停下車（22分）、徒歩登り1時間30分・下り1時間5分[10]。軍刀利神社（ぐんだりじんじゃ）にはトイレと駐車場がある。
  - コース2 「石楯尾神社前」バス停下車。
- JR藤野駅より神奈川中央交通バス「和田」行きにて「鎌沢入口」バス停下車（12分）、徒歩登り2時間10分・下り1時間40分[10]。 鎌沢休憩所にはトイレがある。

## ギャラリー

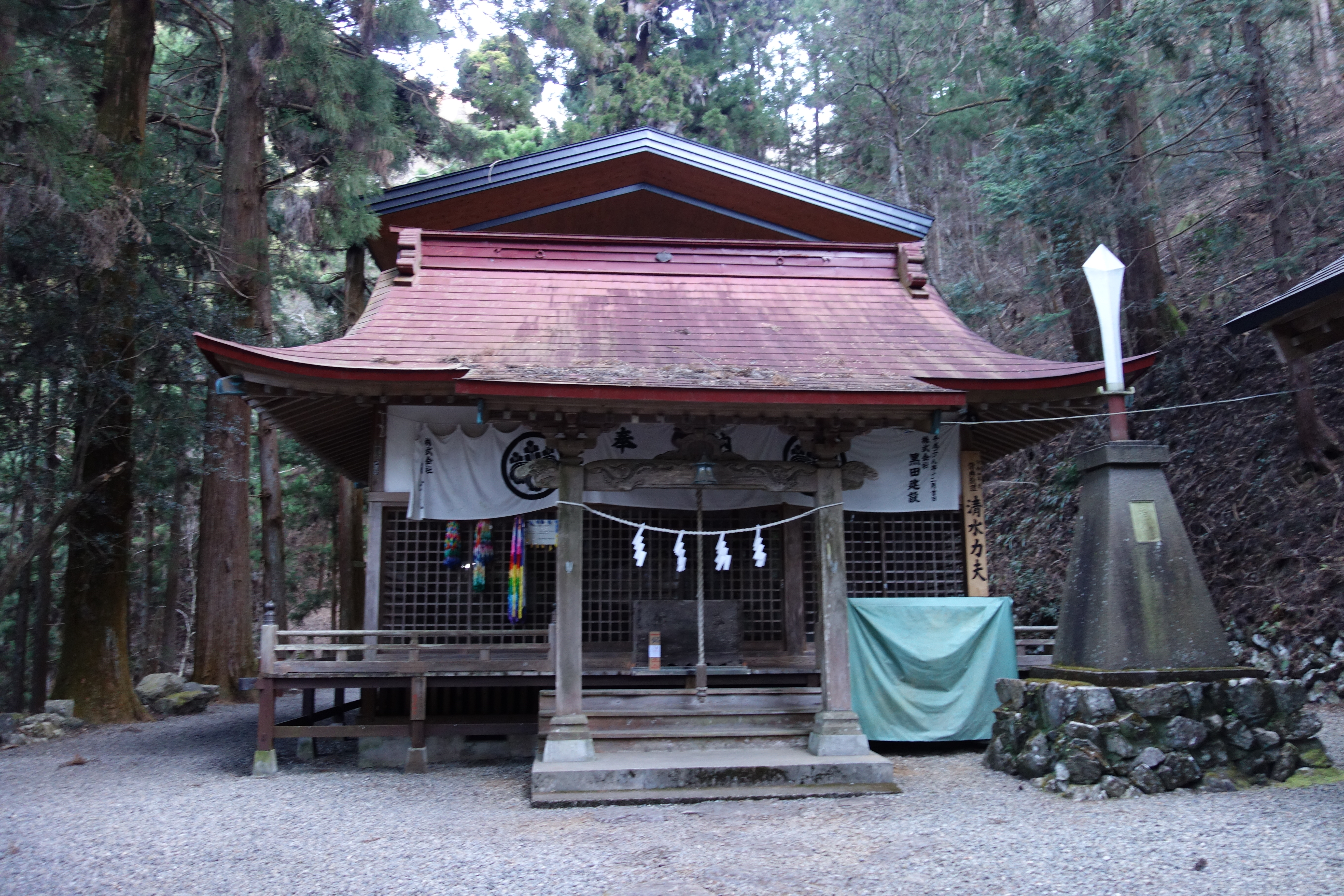
登山口付近の軍刀利神社
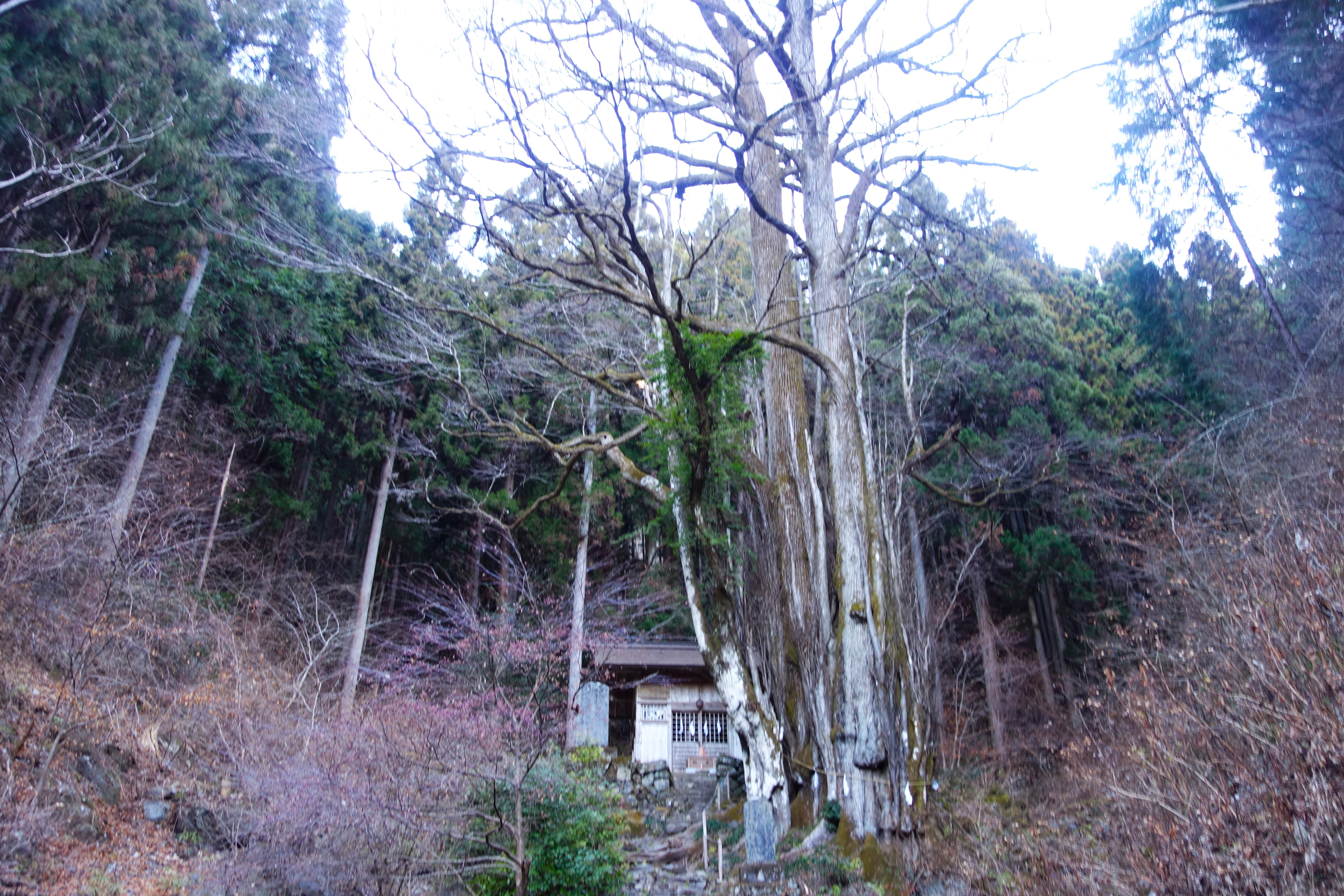
カツラの木と奥の院
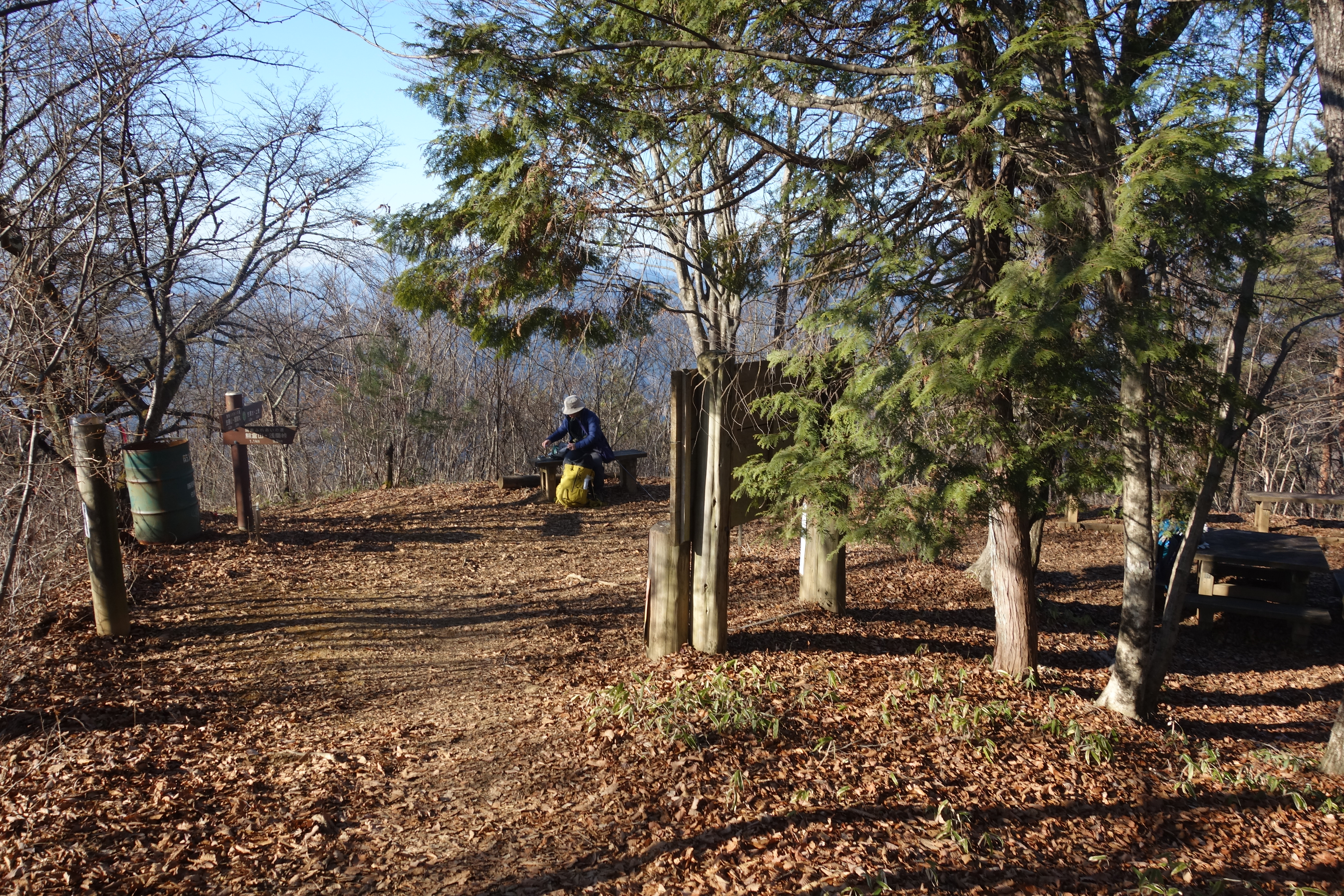
三国山山頂
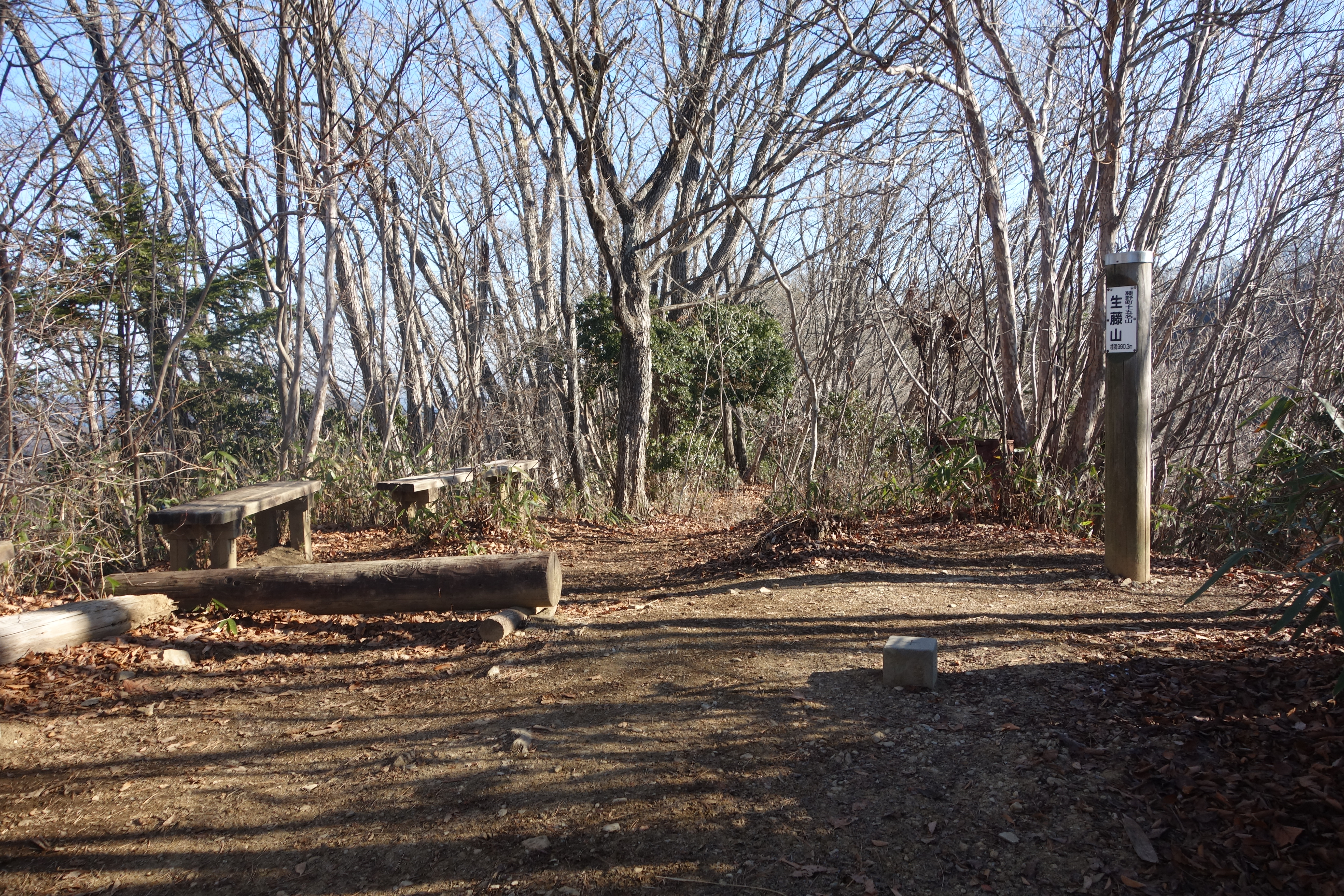
生藤山山頂
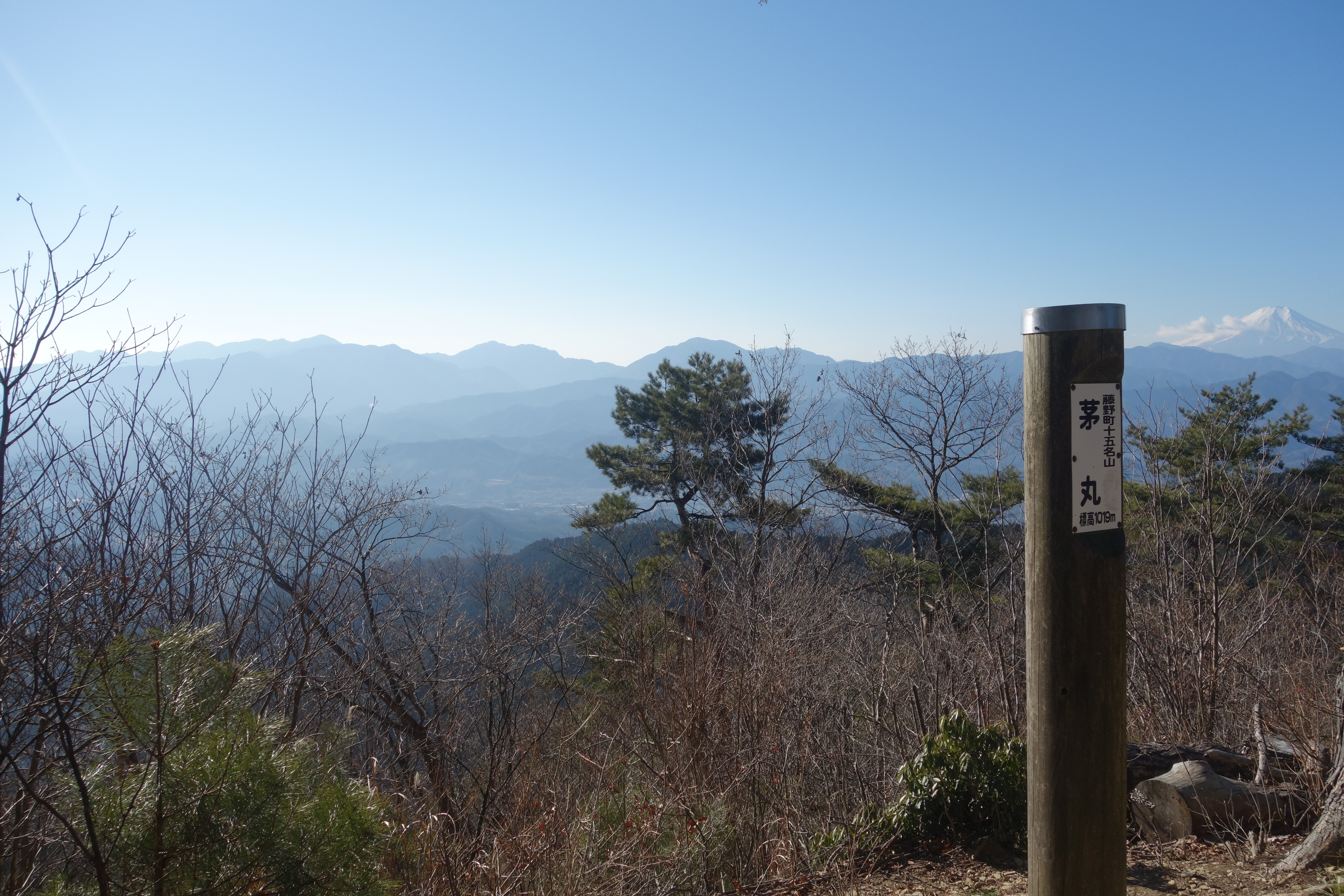
生藤山東の茅丸山頂
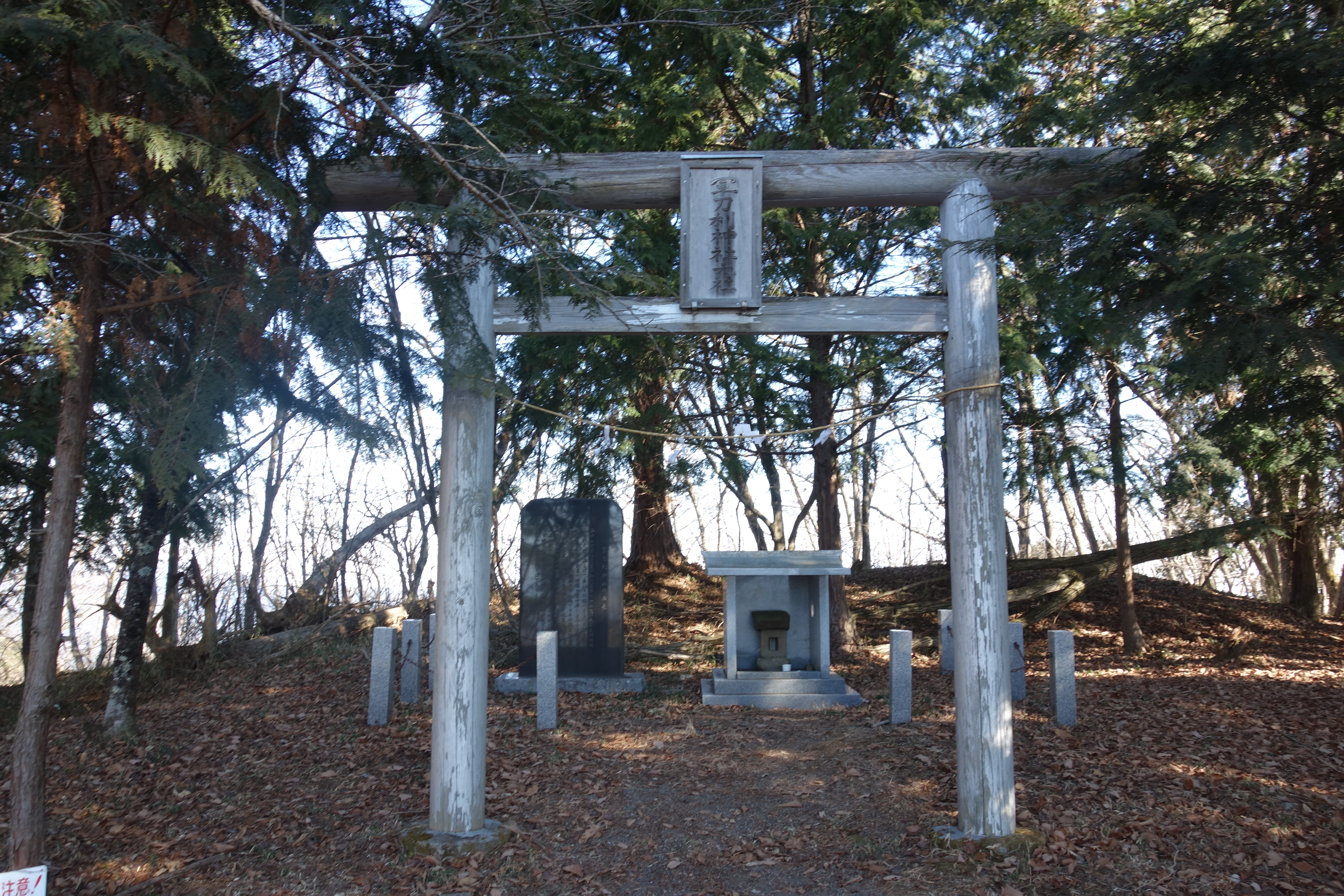
軍刀利神社元社（熊倉山と三国山の中間）
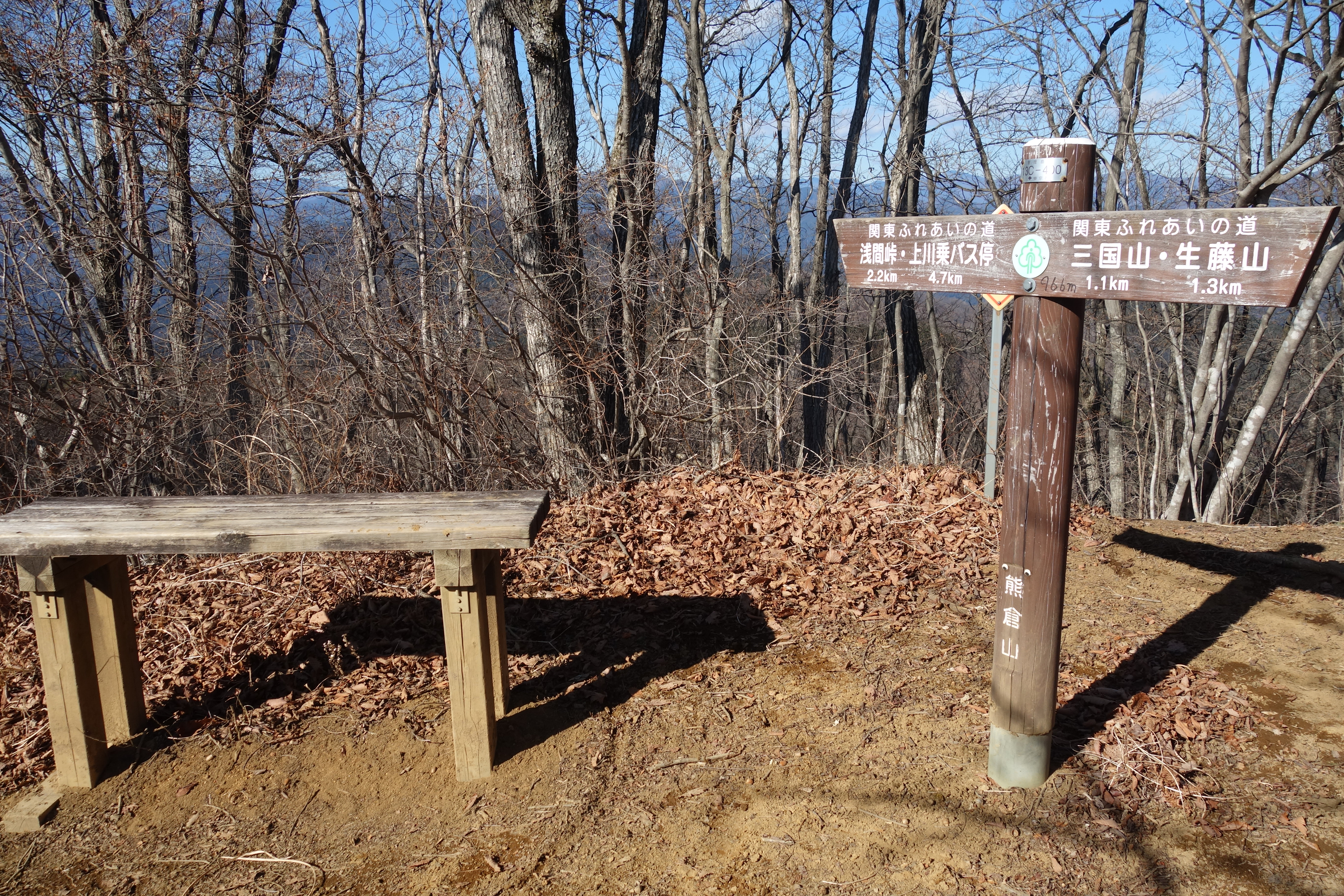
熊倉山山頂
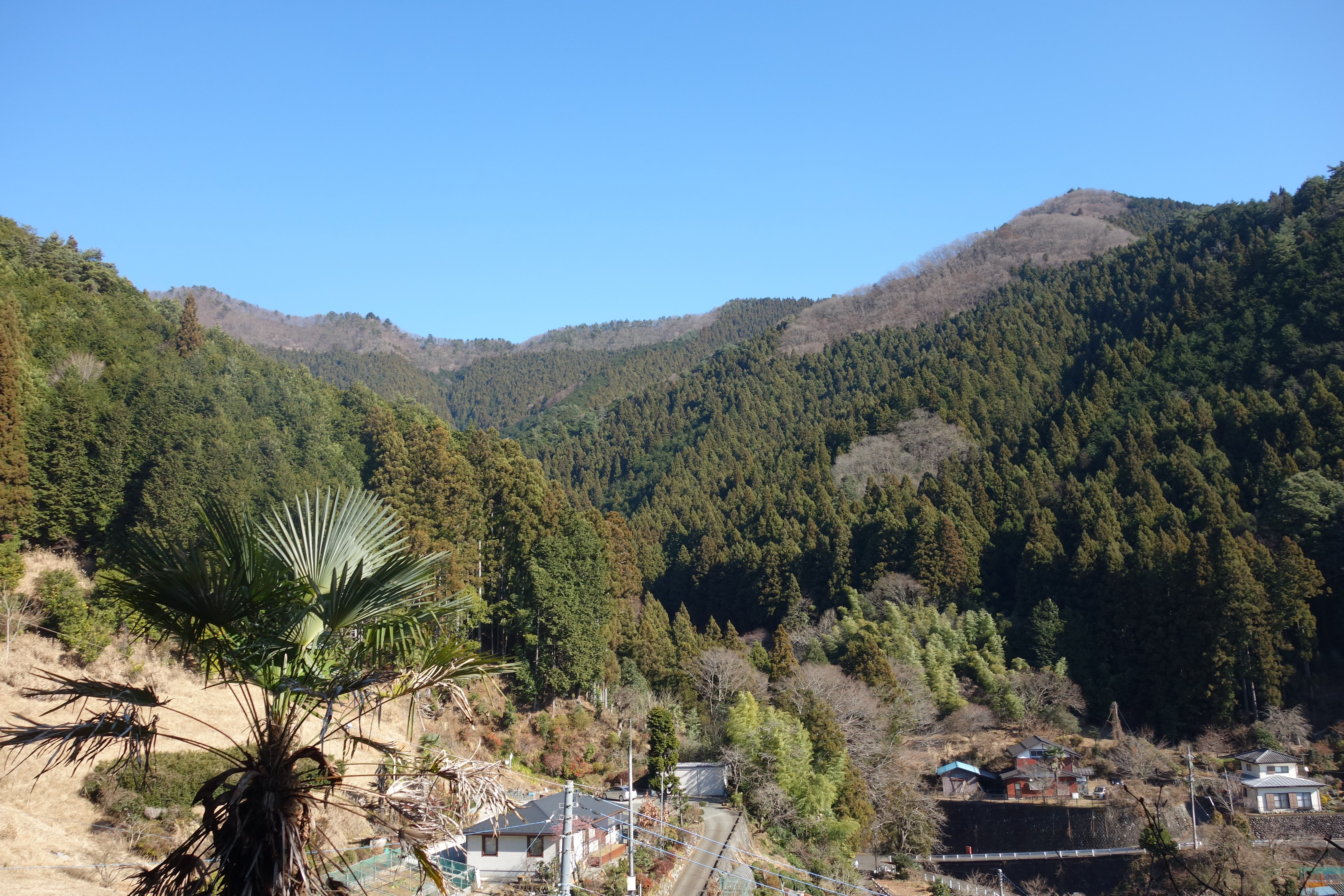
長泉寺から熊倉山や生藤山